# تپه روستای متروک ۲
تپه روستای متروک ۲ مربوط به دوران پیش از تاریخ ایران باستان است و در شهرستان کبودر آهنگ، بخش مرکزی، روستای شاوه واقع شده و این اثر در تاریخ ۱۰ دی ۱۳۸۱ با شمارهٔ ثبت ۷۰۲۵ به‌عنوان یکی از آثار ملی ایران به ثبت رسیده است.